# العلاقات الإثيوبية الإيطالية
العلاقات الإثيوبية الإيطالية هي العلاقات الثنائية التي تجمع بين إثيوبيا وإيطاليا.

## مقارنة بين البلدين
هذه مقارنة عامة ومرجعية للدولتين:
| وجه المقارنة                                              | إثيوبيا                        | إيطاليا                                                  |
| --------------------------------------------------------- | ------------------------------ | -------------------------------------------------------- |
| المساحة (كم2)                                             | 1.10 مليون                     | 301.34 ألف                                               |
| عدد السكان (نسمة)                                         | 104.96 مليون                   | 60.60 مليون                                              |
| الكثافة السكانية (ن./كم²)                                 | 95.42                          | 201.1                                                    |
| العاصمة                                                   | أديس أبابا                     | روما، فلورنسا، تورينو                                    |
| اللغة الرسمية                                             | اللغة الأمهرية                 | اللغة الإيطالية                                          |
| العملة                                                    | بير إثيوبي                     | يورو، ليرة إيطالية                                       |
| الناتج المحلي الإجمالي (بليون دولار)                      | 80.56 مليار                    | 1.93 تريليون                                             |
| الناتج المحلي الإجمالي (تعادل القوة الشرائية) بليون دولار | 161.90 مليار                   | 2.26 تريليون                                             |
| الناتج المحلي الإجمالي الاسمي للفرد دولار أمريكي          | 619                            | 29.96 ألف                                                |
| الناتج المحلي الإجمالي للفرد دولار أمريكي                 | 1.50 ألف                       | 35.46 ألف                                                |
| مؤشر التنمية البشرية                                      | 0.442                          | 0.873                                                    |
| رمز المكالمات الدولي                                      | +251                           | +39                                                      |
| رمز الإنترنت                                              | .et                            | .it                                                      |
| المنطقة الزمنية                                           | ت ع م+03:00، توقيت شرق أفريقيا | توقيت وسط أوروبا، ت ع م+01:00، ت ع م+02:00، أوروبا/روما ‏ |

## منظمات دولية مشتركة
يشترك البلدان في عضوية مجموعة من المنظمات الدولية، منها:
| علم المنظمة | اسم المنظمة                        | تاريخ انضمام إثيوبيا | تاريخ انضمام إيطاليا |
| ----------- | ---------------------------------- | -------------------- | -------------------- |
|             | الاتحاد البريدي العالمي            | ?                    | ?                    |
|             | مؤسسة التنمية الدولية              | 11 أبريل 1961        | 24 سبتمبر 1960       |
|             | منظمة حظر الأسلحة الكيميائية       | ?                    | ?                    |
|             | الأمم المتحدة                      | 13 نوفمبر 1945       | 14 ديسمبر 1955       |
|             | وكالة ضمان الاستثمار متعدد الأطراف | 13 أغسطس 1991        | 29 أبريل 1988        |
|             | منظمة الشرطة الجنائية الدولية      | ?                    | ?                    |
|             | مؤسسة التمويل الدولية              | 20 يوليو 1956        | 27 ديسمبر 1956       |
|             | البنك الدولي للإنشاء والتعمير      | 27 ديسمبر 1945       | 27 مارس 1947         |
|             | الاتحاد الدولي للاتصالات           | 20 فبراير 1932       | 1866                 |
|             | البنك الإفريقي للتنمية             | ?                    | ?                    |
|             | الفريق المعني برصد الأرض           | ?                    | ?                    |
|             | يونسكو                             | 1 يوليو 1955         | ?                    |

## أعلام
هذه قائمة لبعض الشخصيات التي تربطها علاقات بالبلدين:
- إيطاليو إثيوبيا
- فرانسيسكو دي مارتيني (9 أغسطس 1903 – 1980)

## وصلات خارجية
- موقع وزارة الخارجية الإثيوبية
- موقع وزارة الخارجية الإيطالية